# Ото Майерхоф
 Ото Фриц Майерхоф (на немски: Otto Fritz Meyerhof) е германски физик и биохимик; носител на  Нобелова награда за физиология или медицина (1922 г.).

## Биография
Ото Майерхоф е роден на 12 април 1884 година в Хановер, Германия, в семейството на заможни евреи. По-голямата част от детството си прекарва в Берлин, където по-късно следва медицина. По-късно учи в Страсбург и Хайделберг и завършва през 1909 г. През 1912 г. се премества в Килския университет, където става професор през 1928 г.
През 1922 г. е награден с Нобелова награда за физиология или медицина заедно с Арчибалд Хил заради изследванията си за обмяната на веществата в мускулите, включваща гликолиза. През 1922 г. става директор на института за медицински изследвания „Макс Планк“ и изпълнява тази длъжност до 1938 г.
С идването на нацисткия режим в Германия, Майерхоф се мести в Париж през 1938 г., и по-късно в САЩ през 1940 г., където става професор в Пенсилванкия университет във Филаделфия.
Умира на 6 октомври 1951 година във Филаделфия на възраст 67 години.